# Nati nel 2000/Febbraio
| Questa pagina contiene informazioni ricavate automaticamente dalle voci biografiche con l'ausilio del template Bio e di un bot. L'aggiornamento è periodico e automatico e ricostruisce completamente la pagina. Se manca una persona in questa lista, sei pregato di non aggiungerla, ma accertati piuttosto che la sua voce biografica contenga il template Bio e che i dati anagrafici siano correttamente compilati. Se il template Bio manca, inseriscilo tu stesso o, in alternativa, metti l'avviso {{tmp\|Bio}} che ne segnala la mancanza. Se i dati riportati sono sbagliati, correggi direttamente la voce biografica; le modifiche saranno visibili in questa lista entro pochi giorni. Per chiarimenti vedi il progetto biografie. La lista contiene solo le 356 persone che sono citate nell'enciclopedia e per le quali è stato implementato correttamente il template Bio. Pagina aggiornata al 18 ago 2025. |

- 1º febbraio - Jesse Bosch, calciatore olandese
- 1º febbraio - Nicolò Buso, calciatore italiano
- 1º febbraio - Ebrima Colley, calciatore gambiano
- 1º febbraio - Babacar Fati, calciatore guineense
- 1º febbraio - Talanoa Hufanga, giocatore di football americano statunitense
- 1º febbraio - Maša Janković, cestista serba
- 1º febbraio - Salam Jiddou, calciatore maliano
- 1º febbraio - Montari Kamaheni, calciatore ghanese
- 1º febbraio - Michael McGlynn, nuotatore sudafricano
- 1º febbraio - Oleksandr Nazarenko, calciatore ucraino
- 1º febbraio - Anthony Olusanya, calciatore finlandese
- 1º febbraio - Ramil', cantante russo
- 1º febbraio - Patrick Osterhage, calciatore tedesco
- 1º febbraio - Denis Petrašov, nuotatore kirghizo
- 1º febbraio - Oscar Pettersson, calciatore svedese
- 1º febbraio - Paris Smith, cantante e attrice statunitense
- 1º febbraio - Tomáš Solil, calciatore ceco
- 1º febbraio - Justin de Haas, calciatore olandese
- 1º febbraio - Aleksandr Černikov, calciatore russo
- 2 febbraio - Carlotta Alberghini, artista marziale italiana
- 2 febbraio - Ethan Bartlow, calciatore statunitense
- 2 febbraio - Peter Bjur, calciatore danese
- 2 febbraio - Jonathan Dubasin, calciatore spagnolo
- 2 febbraio - Alma Hilaj, calciatrice albanese
- 2 febbraio - Oleh Horin, calciatore ucraino
- 2 febbraio - Dmitrij Loginov, snowboarder russo
- 2 febbraio - Valentin Mihăilă, calciatore rumeno
- 2 febbraio - Munetaka Murakami, giocatore di baseball giapponese
- 2 febbraio - Lucy Packer, rugbista a 15 inglese
- 2 febbraio - Hannah Prock, slittinista austriaca
- 2 febbraio - Anna-Maria Rieder, sciatrice alpina tedesca
- 2 febbraio - Christos Sielīs, calciatore cipriota
- 2 febbraio - Lev Skvorcov, calciatore kazako
- 2 febbraio - Giorgia Speciale, velista italiana
- 2 febbraio - Halldor Stenevik, calciatore norvegese
- 2 febbraio - Vitão, calciatore brasiliano
- 3 febbraio - Blas Armoa, calciatore paraguaiano
- 3 febbraio - Elijah Harkless, cestista statunitense
- 3 febbraio - Carlos Harvey, calciatore panamense
- 3 febbraio - Enzo Le Fée, calciatore francese
- 3 febbraio - Jodie McCann, mezzofondista irlandese
- 3 febbraio - Nazarij Muravs'kyj, calciatore ucraino
- 3 febbraio - Ibrahim Ogoulola, calciatore beninese
- 3 febbraio - Granit Rushiti, attore svedese
- 3 febbraio - Khalil Shakir, giocatore di football americano statunitense
- 3 febbraio - Siemen Voet, calciatore belga
- 4 febbraio - Geōrgios Antzoulas, calciatore greco
- 4 febbraio - Lene Christensen, calciatrice danese
- 4 febbraio - Bojica Nikčević, calciatore montenegrino
- 4 febbraio - Salomón Obama, calciatore equatoguineano
- 4 febbraio - Erkebulan Seýdaxmet, calciatore kazako
- 4 febbraio - İlayda Tarhan, tiratrice a segno turca
- 4 febbraio - Vincent Thill, calciatore lussemburghese
- 4 febbraio - Alice Turco, pallavolista italiana
- 4 febbraio - Davy van den Berg, calciatore olandese
- 5 febbraio - Viktor Örlygur Andrason, calciatore islandese
- 5 febbraio - Walter Cortés, calciatore costaricano
- 5 febbraio - Esme Creed-Miles, attrice britannica
- 5 febbraio - Vesel Demaku, calciatore austriaco
- 5 febbraio - Federica Giudice, cestista italiana
- 5 febbraio - Tomáš Ostrák, calciatore ceco
- 5 febbraio - Thomas Rettenegger, combinatista nordico austriaco
- 5 febbraio - Chiquinho, calciatore portoghese
- 5 febbraio - Katarina Zavac'ka, tennista ucraina
- 6 febbraio - Nelson Deossa, calciatore colombiano
- 6 febbraio - Conor Gallagher, calciatore inglese
- 6 febbraio - Alicia Hoskin, canoista neozelandese
- 6 febbraio - Dario Kolobarić, calciatore sloveno
- 6 febbraio - Nico Mantl, calciatore tedesco
- 6 febbraio - Jørgen Strand Larsen, calciatore norvegese
- 6 febbraio - Sydney van Hooijdonk, calciatore olandese
- 7 febbraio - Tyler Badie, giocatore di football americano statunitense
- 7 febbraio - Bianca Giulia Bardin, calciatrice italiana
- 7 febbraio - Harsha Bharathakoti, scacchista indiano
- 7 febbraio - Simon Ehammer, multiplista e lunghista svizzero
- 7 febbraio - Luke Glenna, giocatore di football americano statunitense
- 7 febbraio - Mlodyskiny, rapper polacco
- 7 febbraio - Erik Kušnir, calciatore ungherese
- 7 febbraio - Kira Lipperheide, bobbista e velocista tedesca
- 7 febbraio - Nicole Monsorno, fondista italiana
- 7 febbraio - Bianka Pap, nuotatrice ungherese
- 7 febbraio - Joëlle Smits, calciatrice olandese
- 7 febbraio - Oumar Solet, calciatore francese
- 7 febbraio - Bleart Tolaj, calciatore kosovaro
- 7 febbraio - Dominique Youfeigane, calciatore francese
- 8 febbraio - Juan Carlos Arana, calciatore spagnolo
- 8 febbraio - Jakov Blagaić, calciatore croato
- 8 febbraio - Moisés Brandán, calciatore argentino
- 8 febbraio - Till Cissokho, calciatore francese
- 8 febbraio - Chris Durkin, calciatore statunitense
- 8 febbraio - Mathilde Gremaud, sciatrice freestyle svizzera
- 8 febbraio - Hanna Hryškevič, pallavolista bielorussa
- 8 febbraio - Victor Jensen, calciatore danese
- 8 febbraio - Marash Kumbulla, calciatore albanese
- 8 febbraio - Igoh Ogbu, calciatore nigeriano
- 8 febbraio - Julija Poljačichina, modella russa
- 8 febbraio - Guzmán Rodríguez, calciatore uruguaiano
- 9 febbraio - Maximilian Bauer, calciatore tedesco
- 9 febbraio - Furkan Bayır, calciatore turco
- 9 febbraio - Lucas Bourhis, cestista francese
- 9 febbraio - Klaudia Jedlińska, calciatrice polacca
- 9 febbraio - Delano Ladan, calciatore olandese
- 9 febbraio - Filip Majchrowicz, calciatore polacco
- 9 febbraio - Logan Ndenbe, calciatore belga
- 9 febbraio - Mihajlo Nešković, calciatore serbo
- 9 febbraio - Ian Poveda, calciatore inglese
- 9 febbraio - Serafima Sachanovič, ex pattinatrice artistica su ghiaccio russa
- 9 febbraio - Matěj Valenta, calciatore ceco
- 9 febbraio - Kaito Yasui, calciatore giapponese
- 10 febbraio - Nicole Anyomi, calciatrice tedesca
- 10 febbraio - María Carlé, tennista argentina
- 10 febbraio - Filippo Collini, sciatore alpino italiano
- 10 febbraio - Kandet Diawara, calciatore francese
- 10 febbraio - Sam Froling, cestista australiano
- 10 febbraio - Luisa Geiselsöder, cestista tedesca
- 10 febbraio - Kıvanç Gür, tuffatore turco
- 10 febbraio - Luc Herrmann, sciatore alpino svizzero
- 10 febbraio - Dominik Kotarski, calciatore croato
- 10 febbraio - Roger McCreary, giocatore di football americano statunitense
- 10 febbraio - Oleksandr Mel'nyk, calciatore ucraino
- 10 febbraio - Daniel Munie, calciatore statunitense
- 10 febbraio - Luis Olivas, calciatore messicano
- 10 febbraio - Hanna Rosvall, nuotatrice svedese
- 10 febbraio - Yara Shahidi, attrice, modella e attivista statunitense
- 10 febbraio - Ejgayehu Taye, mezzofondista etiope
- 10 febbraio - Andrea Truocchio, pallavolista italiano
- 10 febbraio - Gergely Tumma, calciatore slovacco
- 11 febbraio - Agustín Almendra, calciatore argentino
- 11 febbraio - Tommycassi, comico, attore e youtuber italiano
- 11 febbraio - José Fontán, calciatore spagnolo
- 11 febbraio - Niklas Geyrhofer, calciatore austriaco
- 11 febbraio - Sebastián González, calciatore uruguaiano
- 11 febbraio - Dogucan Haspolat, calciatore turco
- 11 febbraio - Sean Hollander, slittinista statunitense
- 11 febbraio - Nassir Little, cestista statunitense
- 11 febbraio - Francisco Madinga, calciatore malawiano
- 11 febbraio - Abhimanyu Puranik, scacchista indiano
- 11 febbraio - Will Smallbone, calciatore inglese
- 12 febbraio - María Becerra, cantante e youtuber argentina
- 12 febbraio - Malcom Bokele, calciatore francese
- 12 febbraio - Thor Braun, attore olandese
- 12 febbraio - Santiago Costa, calciatore uruguaiano
- 12 febbraio - Raymundo Fulgencio, calciatore messicano
- 12 febbraio - Jorinde van Klinken, pesista e discobola olandese
- 12 febbraio - Jean Marcelin, calciatore francese
- 12 febbraio - Nilusi, cantante francese
- 12 febbraio - Paul Puk Kun Pal, calciatore sudsudanese
- 12 febbraio - Marko Pecarski, cestista serbo
- 12 febbraio - Matteo Picchio, pallavolista italiano
- 12 febbraio - Shang Rong, ginnasta cinese
- 12 febbraio - Kennedy Simon, velocista statunitense
- 13 febbraio - Jorge Echeverría, calciatore venezuelano
- 13 febbraio - Imanol Enríquez, calciatore argentino
- 13 febbraio - Caterina Ferin, calciatrice italiana
- 13 febbraio - Ray Ho, tennista taiwanese
- 13 febbraio - Vitinha, calciatore portoghese
- 13 febbraio - Mohamed Mallahi, calciatore olandese
- 13 febbraio - Claus Niyukuri, calciatore norvegese
- 13 febbraio - Ben Ogden, fondista statunitense
- 13 febbraio - Rasheed Walker, giocatore di football americano statunitense
- 13 febbraio - Francesca Zunino, nuotatrice artistica italiana
- 14 febbraio - Blake Blossom, attrice pornografica statunitense
- 14 febbraio - Zhang Changhong, tiratore a segno cinese
- 14 febbraio - Edoardo De Rosa, ginnasta italiano
- 14 febbraio - Håkon Evjen, calciatore norvegese
- 14 febbraio - Sara Junevik, nuotatrice svedese
- 14 febbraio - Nadine Kapfer, ex sciatrice alpina tedesca
- 14 febbraio - Andrea Koevska, cantante macedone
- 14 febbraio - Léo Leroy, calciatore francese
- 14 febbraio - Matteo Lovato, calciatore italiano
- 14 febbraio - Toby Miller, snowboarder statunitense
- 14 febbraio - Ondřej Pachlopník, calciatore ceco
- 14 febbraio - Sofia Samavati, tennista danese
- 14 febbraio - Tyreke Smith, giocatore di football americano statunitense
- 14 febbraio - Elizabet Tursynbaeva, pattinatrice artistica su ghiaccio kazaka
- 15 febbraio - Maximiliano Araújo, calciatore uruguaiano
- 15 febbraio - Maxence Caqueret, calciatore francese
- 15 febbraio - Holden, cantautore e produttore discografico italiano
- 15 febbraio - Thomas Cornish, pistard australiano
- 15 febbraio - Paul Eboua, cestista camerunese
- 15 febbraio - Yannik Keitel, calciatore tedesco
- 15 febbraio - Jakub Kiwior, calciatore polacco
- 15 febbraio - Goduine Koyalipou, calciatore centrafricano
- 15 febbraio - Anastasia Kulikova, tennista russa
- 15 febbraio - Hannah Ludwig, ciclista su strada tedesca
- 15 febbraio - Pang Junxu, giocatore di snooker cinese
- 15 febbraio - Denis Potoma, calciatore slovacco
- 15 febbraio - Michał Skóraś, calciatore polacco
- 15 febbraio - Vladyslav Suprjaha, calciatore ucraino
- 15 febbraio - Tetê, calciatore brasiliano
- 15 febbraio - Hugo Vallejo, calciatore spagnolo
- 16 febbraio - Matías Belloso, calciatore argentino
- 16 febbraio - Nicky Beloko, calciatore svizzero
- 16 febbraio - Thomas Carmoy, altista belga
- 16 febbraio - Alessandro Cipolla, cestista italiano
- 16 febbraio - Duk, calciatore portoghese
- 16 febbraio - Evgenij Fëdorov, ciclista su strada kazako
- 16 febbraio - Amine Gouiri, calciatore algerino
- 16 febbraio - Erika Nordby, canadese
- 16 febbraio - Loïs Openda, calciatore belga
- 16 febbraio - Alexandros Raptīs, pallavolista greco
- 16 febbraio - Keilan Robinson, giocatore di football americano statunitense
- 16 febbraio - Salomón Rodríguez, calciatore uruguaiano
- 16 febbraio - Koffee, cantautrice, disc jockey e chitarrista giamaicana
- 16 febbraio - Janni Thomsen, calciatrice danese
- 16 febbraio - Giovanni Ticcò, fondista italiano
- 16 febbraio - Alan Torres, calciatore messicano
- 16 febbraio - Hamed Traorè, calciatore ivoriano
- 16 febbraio - Lena Urzendowsky, attrice tedesca
- 16 febbraio - Coby White, cestista statunitense
- 16 febbraio - Yan Bingtao, giocatore di snooker cinese
- 16 febbraio - Carlos Yulo, ginnasta filippino
- 17 febbraio - Aidan Alexander, attore e musicista statunitense
- 17 febbraio - Omar Dieng, cestista italiano
- 17 febbraio - Qadir Ismail, giocatore di football americano statunitense
- 17 febbraio - Paola Santiago, pallavolista portoricana
- 17 febbraio - Leandro Spadacio, calciatore brasiliano
- 17 febbraio - Julija Starodubceva, tennista ucraina
- 17 febbraio - Paulo Moreira, calciatore portoghese
- 17 febbraio - Dru Yearwood, calciatore inglese
- 18 febbraio - Zakaria Aboukhlal, calciatore olandese
- 18 febbraio - Gonçalo Costa, calciatore portoghese
- 18 febbraio - Alexis Cuello, calciatore argentino
- 18 febbraio - Luciano Giménez, calciatore argentino
- 18 febbraio - Cristian Renato, calciatore brasiliano
- 18 febbraio - Giada Greggi, calciatrice italiana
- 18 febbraio - Lundrim Hetemi, calciatore albanese
- 18 febbraio - Giannīs Michaīlidīs, calciatore greco
- 18 febbraio - Giacomo Raspadori, calciatore italiano
- 18 febbraio - Melle van 't Wout, pattinatore di short track olandese
- 19 febbraio - Moteb Al-Harbi, calciatore saudita
- 19 febbraio - Sandy Baltimore, calciatrice francese
- 19 febbraio - Ousmane Diop, cestista senegalese
- 19 febbraio - Gaby Jean, calciatore francese
- 19 febbraio - Li Yingying, pallavolista cinese
- 19 febbraio - Barbara Malcotti, ciclista su strada italiana
- 19 febbraio - Carlos Mejía, calciatore honduregno
- 19 febbraio - Matheus Miranda, calciatore brasiliano
- 19 febbraio - Pete Nance, cestista statunitense
- 19 febbraio - Nauris Petkevičius, calciatore lituano
- 19 febbraio - Dameon Pierce, giocatore di football americano statunitense
- 19 febbraio - Giacomo Quagliata, calciatore italiano
- 19 febbraio - Muhammed Sanneh, calciatore gambiano
- 19 febbraio - Hana Takahashi, calciatrice giapponese
- 20 febbraio - Andrea Cambiaso, calciatore italiano
- 20 febbraio - Pastor, calciatore brasiliano
- 20 febbraio - George Jackson, pistard e ciclista su strada neozelandese
- 20 febbraio - Dennis Jastrzembski, calciatore tedesco
- 20 febbraio - Kristóf Milák, nuotatore ungherese
- 20 febbraio - Dylan Pierias, calciatore australiano
- 20 febbraio - Josh Sargent, calciatore statunitense
- 21 febbraio - Sharon Baglieri, ex cestista e allenatrice di pallacanestro italiana
- 21 febbraio - Abdourahmane Barry, calciatore francese
- 21 febbraio - Cho I-hsuan, tennista taiwanese
- 21 febbraio - Eduardo Guerrero, calciatore panamense
- 21 febbraio - Alessandro La Cava, compositore, produttore discografico e paroliere italiano
- 21 febbraio - Benjamin Mbunga Kimpioka, calciatore svedese
- 21 febbraio - Klaidas Metrikis, cestista lituano
- 21 febbraio - Tobias Raschl, calciatore tedesco
- 22 febbraio - Marc Aguado, calciatore spagnolo
- 22 febbraio - José Barreto, calciatore argentino
- 22 febbraio - Didier Bionaz, biatleta italiano
- 22 febbraio - Rubén Del Campo, calciatore svizzero
- 22 febbraio - Celia Rose Gooding, attrice statunitense
- 22 febbraio - Trayce Jackson-Davis, cestista statunitense
- 22 febbraio - Leuterīs Lyratzīs, calciatore greco
- 22 febbraio - Maddie Mastro, snowboarder statunitense
- 22 febbraio - Agustín Mulet, calciatore argentino
- 22 febbraio - Bethuel Muzeu, calciatore namibiano
- 22 febbraio - Nikolas Nartey, calciatore danese
- 22 febbraio - Abdoulaye Ousmane, calciatore francese
- 22 febbraio - Rodney Redes, calciatore paraguaiano
- 22 febbraio - Daniel Rojas, calciatore boliviano
- 22 febbraio - Darius Rush, giocatore di football americano statunitense
- 22 febbraio - Adrian Stanilewicz, calciatore polacco
- 22 febbraio - Ricard Sánchez, calciatore spagnolo
- 22 febbraio - Gergana Topalova, tennista bulgara
- 22 febbraio - Timothy Weah, calciatore statunitense
- 22 febbraio - Anastasija Šišmakova, ginnasta russa
- 23 febbraio - Femke Bol, ostacolista e velocista olandese
- 23 febbraio - Khristian Boyd, giocatore di football americano statunitense
- 23 febbraio - Jasmine Dickey, cestista statunitense
- 23 febbraio - Andrea Ghion, calciatore italiano
- 23 febbraio - Miriam Longo, calciatrice italiana
- 23 febbraio - María Fernanda López, pallavolista portoricana
- 23 febbraio - Justinas Marazas, ex calciatore lituano
- 23 febbraio - Bartosz Mrozek, calciatore polacco
- 23 febbraio - Abubeker Nasir, calciatore etiope
- 23 febbraio - Juan José Perea, calciatore colombiano
- 23 febbraio - Ismael Tejería, calciatore uruguaiano
- 23 febbraio - Michael Wilson, giocatore di football americano statunitense
- 24 febbraio - Tobias Anselm, calciatore austriaco
- 24 febbraio - Antony Matheus dos Santos, calciatore brasiliano
- 24 febbraio - Guillermo Enrique, calciatore argentino
- 24 febbraio - Rúben Fonseca, calciatore portoghese
- 24 febbraio - Claire Hoffman, pallavolista statunitense
- 24 febbraio - Josef Janota, giocatore di football americano ceco
- 24 febbraio - Jean-Manuel Mbom, calciatore tedesco
- 24 febbraio - Mardochée Nzita, calciatore belga
- 24 febbraio - Federico Pereira, calciatore uruguaiano
- 24 febbraio - Dominick Puni, giocatore di football americano statunitense
- 24 febbraio - Mohsen Shekari, attivista iraniano († 2022)
- 25 febbraio - Geoffrey Agbolossou, calciatore togolese
- 25 febbraio - Tucker Albrizzi, attore statunitense
- 25 febbraio - Abril Conesa, nuotatrice artistica spagnola
- 25 febbraio - Owen Falconis, calciatore uruguaiano
- 25 febbraio - Kirill Fol'mer, calciatore russo
- 25 febbraio - Sami Herzog, attore tedesco
- 25 febbraio - D.J. Ivey, giocatore di football americano statunitense
- 25 febbraio - Isaac Likekele, cestista statunitense
- 25 febbraio - Bo Nix, giocatore di football americano statunitense
- 25 febbraio - Benedetta Orsi, calciatrice italiana
- 25 febbraio - Raúl Rangel, calciatore messicano
- 25 febbraio - Drake Thomas, giocatore di football americano statunitense
- 26 febbraio - Francisco Fabián Álvarez, calciatore argentino
- 26 febbraio - Loide Augusto, calciatore angolano
- 26 febbraio - Matthew Bergeron, giocatore di football americano canadese
- 26 febbraio - Alexis Gutiérrez, calciatore messicano
- 26 febbraio - Tymoteusz Klupś, calciatore polacco
- 26 febbraio - Sigurd Kvile, calciatore norvegese
- 26 febbraio - Margaret MacNeil, ex nuotatrice canadese
- 26 febbraio - Boris Popovic, calciatore serbo
- 26 febbraio - Craig Porter, cestista statunitense
- 26 febbraio - Blake Quick, ciclista su strada e pistard australiano
- 26 febbraio - Facundo Rodríguez, calciatore argentino
- 26 febbraio - Nazareno Romero, calciatore argentino
- 26 febbraio - Nyara Sabally, cestista e allenatrice di pallacanestro tedesca
- 26 febbraio - Yeat, rapper statunitense
- 26 febbraio - Aleksandr Šaškov, cestista russo
- 27 febbraio - Dasha, cantante statunitense
- 27 febbraio - Edgar Elizalde, calciatore uruguaiano
- 27 febbraio - Mauro García, calciatore uruguaiano
- 27 febbraio - Silvio Goričan, calciatore croato
- 27 febbraio - Filip Kaloč, calciatore ceco
- 27 febbraio - Konstantin Maradišvili, calciatore russo
- 27 febbraio - Hugo Robineau, cestista francese
- 27 febbraio - Alice Torcolacci, pallavolista italiana
- 28 febbraio - Jonathan Daviss, attore statunitense
- 28 febbraio - Sory Ibrahim Diarra, calciatore maliano
- 28 febbraio - Marcus Gomis, cestista francese
- 28 febbraio - Igor Jeličić, calciatore serbo
- 28 febbraio - Marco Kadlec, calciatore austriaco
- 28 febbraio - Moise Kean, calciatore italiano
- 28 febbraio - Hunter Luepke, giocatore di football americano statunitense
- 28 febbraio - Paula del Río, attrice e modella spagnola
- 28 febbraio - Josip Šutalo, calciatore croato
- 29 febbraio - Matías Alfonso, calciatore paraguaiano
- 29 febbraio - Filippo Grondona, conduttore radiofonico e conduttore televisivo italiano
- 29 febbraio - Tyrese Haliburton, cestista statunitense
- 29 febbraio - Cornelius Kemboi, mezzofondista keniano
- 29 febbraio - Jesper Lindstrøm, calciatore danese
- 29 febbraio - Francisco Mwepu, calciatore zambiano
- 29 febbraio - DeAndre Pinckney, cestista statunitense
- 29 febbraio - Jordan Rezabala, calciatore ecuadoriano
- 29 febbraio - Ferrán Torres, calciatore spagnolo
- 29 febbraio - Hugo Vetlesen, calciatore norvegese